# Elecciones generales de España de 1810
Las elecciones generales de España de 1810 se celebraron para elegir la composición de las Cortes de Cádiz durante la Guerra de la Independencia Española.

## Antecedentes
A comienzos de la Guerra de la Independencia (1808-1814) las revueltas populares se acompañan de la creación de Juntas provinciales y locales de defensa (asumiendo la soberanía nacional, con la formación de sus propios órganos de gobierno), pues a pesar de que legislativamente el traspaso de la corona era irreprochable, los españoles no reconocían la figura de José I Bonaparte como rey. Estas juntas tuvieron como objetivo defenderse de la invasión francesa y llenar el vacío de poder. Estaban compuestas por militares, representantes del alto clero, funcionarios y profesores, todos ellos conservadores, por lo que a pesar de que el origen del movimiento fuera revolucionario, la finalidad no mantendría la misma naturaleza. En septiembre ceden su poder a la Junta Central Suprema Gubernativa del Reino la cual se encargó del gobierno; de dirigir la defensa frente a los franceses (como la firma del acuerdo de alianza con Inglaterra); y convocar una reunión extraordinaria a Cortes, lo cual supone otro hecho revolucionario, ya que el derecho a convocar cortes era exclusivo de la corona.
El 19 de noviembre de 1809 las tropas francesas derrotaron al ejército de la Junta Central en Ocaña, y los franceses tuvieron el paso franco hacia Andalucía. La Junta se retiró a Cádiz y el 29 de enero de 1810, desacreditada por las derrotas militares y dividida por la forma en la que habían de llevar a cabo determinadas cuestiones de gobierno, se disolvió y dio paso a un consejo de regencia, sostenida sobre 5 personas, y ejercida en nombre de Fernando VII. Este consejo de regencia no tenía interés alguno en que se celebrasen las cortes, pero debido a la fuerte reacción frente a su actitud, se vieron forzados a mantener la convocatoria a las Cortes, tras un intenso debate se decidió que fueran unicamerales, y electas por sufragio universal (podían votar los varones mayores de 25 años, independientemente de su condición social y de su nivel de riqueza), indirecto (en tres grados: Parroquia, Partido y Provincia) y con representantes tanto de la España peninsular como de la América española. Se reunieron por primera vez en Cádiz, en la Isla de León, el 24 de septiembre de 1810.

## Sistema electoral

### Derecho a voto
Tenían derecho a voto todos los varones mayores de 25 años que tuvieran casa abierta, incluidos los eclesiásticos seculares.

### Elegibilidad
Los requisitos eran los mismos que para votar.

### Método de elección
Para la elección de los diputados se utilizó el sistema de voto mayoritario en 32 circunscripciones con más de un diputado y dos con uno solo. Los Virreinatos Indianos elegían 29 diputados.